# Districte de Surat
El districte de Surat és una divisió administrativa de l'estat del Gujarat amb capital a Surat. Té una superfície de 7.657 km² i una població de 4.995.174 habitants. El districte fou dividit el 2 d'octubre de 2007 en els de Surat i Tapi. Està constituït per 10 talukes: Olpad, Mangrol, Umarpada, Mandvi, Kamrej, Surat, Chorasi, Palsana, Bardoli i Mahuva. Les talukes de Nizar, Vyara, Valod, Uchchhal i Songadh van constituir el 2007 el districte de Tapi.

## Història
Claudi Ptolemeu (segle II) parla del comerç de Pulipula, potser Phulpada, la part sagrada de Surat. No obstant la mateixa ciutat sembla relativament moderna. Els historiadors musulmans diuen que al segle XIII Kutb al-Din Aybak, després de derrotar a Bhim Deo, rei rajput d'Anhilvada, va penetrar fins al sud a Rander i Surat; el senyor hindú local va fugir de la seva fortalesa a Karenj a uns 20 km a l'est de Surat, i després es va sotmetre als musulmans, i va poder conservar el seu principat.
El 1347 durant la rebel·lió de Gujarat en el regnat de Muhammad ibn Tughluq (1325-1351), fou saquejada per les tropes del sultà. El 1373 Firuz Xah Tughluq (1351-1388) va construir una fortalesa a Surat per protegir el lloc contra atacs bhils. Sota els sultans de Gujarat, Surat no apareix a les cròniques. Surat fou una de les primeres entitats a tenir relacions amb els europeus. La ciutat s'hauria fundat al començament del segle XVI, quan un ric comerciant hindú de nom Gopi, s'hi va establir i va fer diverses construccions i millores a la zona. El 1512 els portuguesos la van atacar i cremar. El 1514 el portuguès Barbosa descriu la població com un port de certa importància freqüentat per vaixells de Malabar i altres llocs. Altres atacs portuguesos van portar a la destrucció de la ciutat el 1530 i 1531, però cada vegada es va refer. Davant d'aquestos atacs el sultà de Gujarat va ordenar construir una fortalesa poderosa que es va acabar el 1546. El 1572 Surat va caure en mans dels mirzes, llavors revoltats contra Akbar. El 1573 Akbar es va presentar en persona davant la ciutat i la va capturar després d'un vigorós setge. Durant 160 anys la ciutat i el seu territori van romandre en mans de governadors nomenats per la cort mogola, sota Akbar, Jahangir, Shah Jahan i Aurangzeb. Gaudint de pau, va esdevenir una de les principals poblacions mercantils de l'Índia.
Després del 1573 els portuguesos dominaven la mar d'Aràbia i especialment la part de Surat però el 1608 van arribar els anglesos a la desembocadura del Tapti, amb cartes per l'emperador Jahangir del rei Jaume I d'Anglaterra. Mukarrab Khan, el governador mogol, va permetre al capital del vaixell anglès desembarcar les seves mercaderies a la ciutat. El 1609 va arribar un segon vaixell anglès que va embarrancar a la costa de Surat. Els portuguesos van voler impedir al vaixell arribar al port i van recórrer a l'emperador mogol. El 1609 el sultà d'Ahmadabad va intentar recuperar Surat dels mogols sense èxit El 1611 una petita flota anglesa de tres vaixells va arribar a la boca del Tapti però com que els portuguesos ocupaven la costa, l'almirall Sir H. Middleton, va haver d'ancorar lluny de la costa; petits enfrontaments entre portuguesos i anglesos es van desenvolupar en les setmanes següents fins que els anglesos es van retirar. El 1612 els anglesos van fer un tractat amb el governador de Gujarat que els donava dret a comerciar a Surat, Cambay, Ahmedabad i Gogha. Després d'un dur enfrontament amb els portuguesos els anglesos van mantenir la posició i van establir la seva primera factoria a l'Índia i poc després van obtenir un firman de l'emperador. Surat va esdevenir la seu d'una presidència de la Companyia Anglesa de les Índies Orientals. Generalment els vaixells ancoraven a la part nord del riu Tapti anomenada Suvali (anglès Swally o Swally Hole). Les intrigues de portuguesos i mogols va fer la situació de la factoria incerta fins que Sir Thomas Roe va arribar el 1615, i va anar a Ajmer on Jahangir tenia la cort. Després de tres anys de residència a Ajmer, Roe va retornar a la costa el 1618, portant importants privilegis pels anglesos. Mentre els holandesos també havien fundat una factoria a Surat amb permís del governador.
Els primers 50 anys des de l'establiment anglès i holandès foren de gran prosperitat; la ciutat enriquida va prosperar i es van aixecar grans edificis. D'allí sortien caravanes cap a Golconda, Agra, Delhi i Lahore; els vaixells arribaven de Konkan i la costa Malabar, i d'altres lloc venien d'Europa, Aràbia, el golf Pèrsic, Ceilan i Atjeh (Sumatra). La seda i el cotó s'exportaven. Els holandesos van convertir a Surat en la seva principal factoria a l'Índia i els francesos també hi van obrir una factoria pròpia.
A la segona meitat del segle XVII van començar els atacs marathes que no van afectar gaire l'activitat mercantil. El tancament per causa de l'arena de la boca del golf de Cambay, els disturbis al nord del Gujarat i la destrucció de Diu pels àrabs de Mascat (1670) van contribuir a portar més i més comerç cap a Surat. Se l'anomenava la Porta de la Meca o el Port Beneit (Bandar Mubarak). El primer atac important dels marathes es va fer el 1664, quan Sivaji es va presentar davant la ciutat i la va saquejar durant tres dies sense trobar resistència; les factories anglesa i holandesa foren defensades pels seus habitants que van aconseguir conservar estalvia aquestes zones. El 1669 Sivaji va retornar a Surat i la va tornar a saquejar. Després cada any hi va haver un atac maratha; cada vegada els europeus es retiraven a les seves factories i pactaven amb els marathes per salvar els seus béns. La ciutat que havia arribat al seu cim de riquesa va haver de patir necessàriament per aquestos atacs continuats. Tenia llavors uns dos-cents mil habitants i dos grans mesquites entre alters edificis. El 1695 era considerat encara el primer mercat de l'Índia. Però ja s'havia iniciat la decadència en paral·lel a l'ascens de Bombai; el conflicte a al ciutat amb els atacs marathes havia contribuït notablement a la seva pèrdua d'importància i el 1678 va deixar de ser una presidència per esdevenir una agència, encara que va recuperar la seva posició de presidència el 1681, fins que finalment el 1684 el governador va rebre l'orde de transferir la capçalera de la Companyia a Bombai, transferència que es va fer el 1687. En aquest temps els holandesos encara comerciaven amb ple èxit a Surat.
Mort Aurangzeb el 1707, la cort mogola va començar a perdre autoritat i els marathes van establir el seu poder prop de Surat. Els governador nominalment nomenats pels mogols lluitaven contra els intrusos al territori fins a les mateixes muralles. El 1733 Teg Bahkt Khan, governador de Surat, es va declarar independent i per 27 anys Surat fou seu d'una dinastia indígena. Durant tretze anys Teg Bakht Khan va mantenir el control de la ciutat però a la seva mort el 1746 va prevaldre l'anarquia. El 1759 les lluites internes havien fet el comerç poc segur i les autoritats de Bombai van decidir atacar Surat amb l'aprovació dels marathes. Després d'una breu lluita el nawab va capitular i els britànics van ocupar Surat i van posar l'estat sota protectorat; els nawabs van conservar el poder fins al 1800.
El nou domini britànic va retornar la prosperitat a la ciutat que va augmentar de mesura al mateix temps que augmentaven les exportacions de cotó cap a la Xina. La població de la ciutat es diu que va arribar a 800.000 habitants que és segurament una quantitat exagerada. No obstant al final del segle XVIII i principi del XIX els desordres a l'Índia i la guerra Europa, van afectar la prosperitat de Surat. Una gran turmenta el 1782 i la fam del 1790 van contribuir també a la segona decadència; en comerç es va desviar a Bombai.
El 1799 el darrer nawab va morir i es va signar un acord amb el seu germà pel qual aquest rebia el títol i una notable pensió però deixava el govern en mans dels britànics. Per proclamació de Jonathan Duncan, des del 15 de maig de 1800 es va formar el districte sota un col·lector que fou E. Galley i un judge que fou Alexander Ramsey, mentre la ciutat la va governar un oficial britànic amb el títol de "Cap per als Afers de la Nació Britànica i Governador del Castell Mogol i la Flota de Surat"; després el títol fou substituït pel de tinent-governador de Surat. El darrer tinent governador fou Daniel Seton, que està enterrat a la catedral de Bombai. Generalment el jutge tenia el control sobre el nawab i altres caps menors de la zona com a agent del governador de Bombai. Inicialment el territori de Surat era només la ciutat i Rander però pel tractat de Bassein de 31 de desembre de 1802 i el de Poona de 1817 es van afegir nous territoris; l'estat de Mandvi va anar als britànics per lapse el 1839. El títol de nawab es va extingir el 1842. El 1810 es va produir una revolta de musulmans de poca importància. Durant el motí de 1857 la regió va restar tranquil·la i la principal família local, els Sayyid Edroos, es van mantenir lleials.
La superfície del districte britànic era de 4.281 km². El riu principal era el Tapti seguit del Mindhola. El terreny era pla. La població era:
- 1851: 492.684
- 1872: 607.087
- 1881: 614.198
- 1891: 649.989
- 1901: 637.017

El districte tenia 770 pobles i 8 ciutats, destacant Surat (la capital), Bulsar, Rander, Bardoli i Pardi. La llengua habitual és el gujarati (95%). Els hindús formaven el 86% de la població i els musulmans el 8% (arsis i jains el 2% cadascun). Administrativament el formaven 3 subdivisions i 8 talukes (amb una subtaluka):
- Olpad
- Mandvi
- Chorasi
- Bardoli 
  - Subtaluka de Valod
- Jalalpur
- Chikhli
- Bulsar
- Pardi

Les castes principals eren els bramans, kunbis, kolis, rajputs, dhòdies, chodhres, ghanchis, goles, khattris, kumbhars, vanis i dhers. Hi havia quatre municipalitats: Surat, Rander, Bulsar i Mandvi.

## Arqueologia
- Diverses mesquites a Rander i Surat
- Cementiris anglès i holandès de Surat
- Tomba de Vaux (subgovernador de Bombai) a la desembocadura del Tapti on es va ofegar el 1697.